# Anna (film, 2015)
Pour les articles homonymes, voir Anna.
Pour plus de détails, voir Fiche technique et Distribution.
Anna est un film québécois réalisé par Charles-Olivier Michaud (en), sorti en 2015.

## Synopsis
Anna, une photojournaliste enquêtant sur le trafic de jeunes femmes en Asie, se voit elle-même entraîner dans cet enfer et subir les pratiques atroces des triades. À la suite de son hospitalisation à Montréal, Sophie, sa collègue, tente de l'aider à s'en remettre, mais elle reste déterminée à trouver ceux qui lui ont fait subir ces atrocités.

## Fiche technique
- Réalisation : Charles-Olivier Michaud (en)
- Scénario : Charles-Olivier Michaud
- Production : Nicole Robert, Pascal Bascaron et Marc LeBel
- Musique originale : Michel Corriveau
- Photographie : Jean-François Lord
- Sociétés de production : Go Films
- Société de distribution : Les Films Séville
- Pays :  Canada
- Langue : français
- Date de sortie :
  -  Corée du Sud : 2 octobre 2015 (Pusan)
  -  Canada : 13 octobre 2015 (Montréal)

## Distribution
- Anna Mouglalis : Anna
- Pierre-Yves Cardinal : Sam
- Pascale Bussières : Sophie
- Cholthicha Laoreungthana :
- Sandrine Bisson : agente Simard
- Ralph Prosper : agent Powers
- Sean Lu : Chang
- Nathalie Cavezzali : femme médecin
- Émilie Cyrenne Parent : Jeta
- Igor Ovadis : Jacques
- Catherine St-Laurent : serveuse casse-croûte